# 綠鳥翼鳳蝶
綠鳥翼鳳蝶（學名：Ornithoptera priamus）是屬於鳳蝶科的一種蝴蝶，是鳥翼鳳蝶屬的一種，並演化出13個亞種。分佈於新畿內亞至澳洲北部一帶。

## 習性
出沒於低地熱帶雨林，尤其長有幼蟲的寄主植物的地區。成蝶以滑翔方式順著風向飛行。一年多代，成蝶全年可見。幼蟲的寄主為馬兜鈴科馬兜鈴屬及擬馬兜鈴屬植物，包括：
- 耳葉馬兜鈴 Aristolochia tagala
- A. acuminata（英语：Pararistolochia）
- A. chalmersii
- A. deltantha
- Pararistolochia praevenosa（英语：Pararistolochia praevenosa）

## 特徵
雄蝶展翅寬125毫米，雌蝶150毫米。雄蝶前翅翅面中部有一條綠色條紋，後緣至外緣綠色帶紋比較發達，幾乎伸延至頂角；前翅翅底斑紋比較發達和延長；後翅翅面黑色外緣很窄。

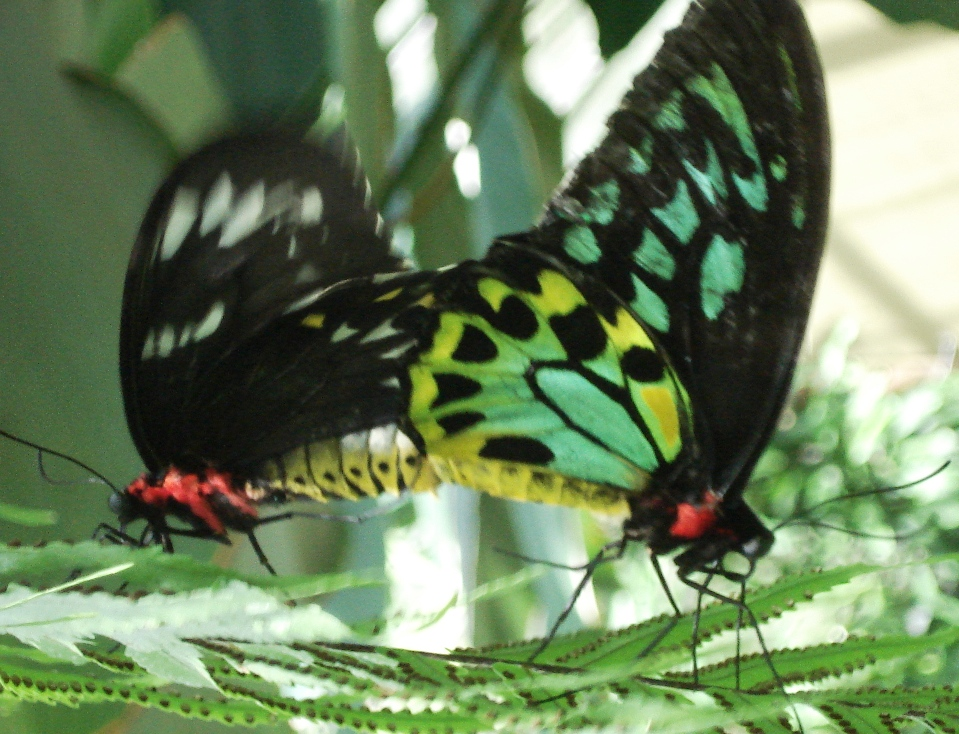
一對在交尾的綠鳥翼鳳蝶 左雌右雄

## 外部連結
- 维基共享资源上的相關多媒體資源：綠鳥翼鳳蝶
- Ornithoptera priamus （页面存档备份，存于） - funet.fi （英文）
- Ornithoptera priamus - Lepidoptera Larvae of Australia （英文）